# پلاک وسایل نقلیه عراق
درعراق پلاک به شکل مستطیل است و از آلومینیوم ساخته شده است. در سمت چپ، کلمه " عراق" نوشته شده است و زیر آن نام فرمانداری نوشته شده است وفقط از اعداد عربی استفاده میشود.

## انواع پلاک

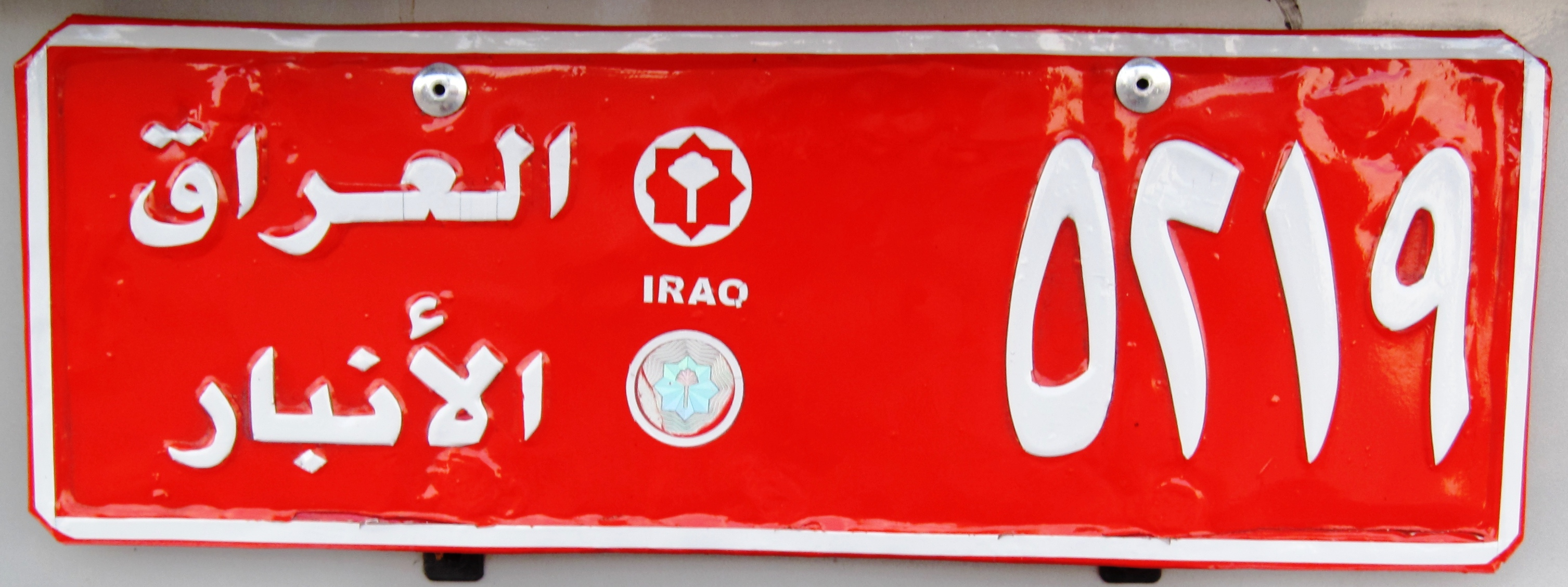
یک نمونه پلاک خودرو های حمل و نقل عمومی

۵ نوع پلاک در عراق وجود دارد:
| رنگ  | نوع                               |
| ---- | --------------------------------- |
| سفید | خودروهای شخصی                     |
| قرمز | اتوبوس، تاکسی و خودروهای کرایه ای |
| آبی  | دولتی                             |
| زرد  | کامیون، تراکتور، جرثقیل           |
| سیاه | عبور موقت                         |